# Sick Cylinders

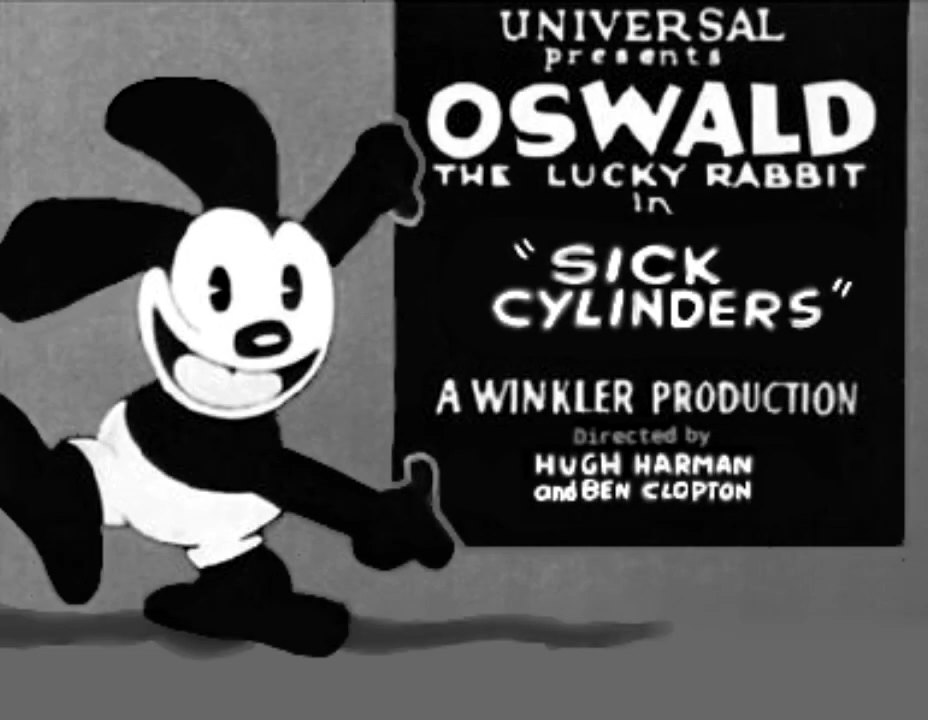
Carte de titre pour Sick Cylinders

Sick Cylinders est un court métrage de la série Oswald le lapin chanceux, produit par le studio Robert Winkler Productions et sorti le 18 février 1929.

## Fiche technique
- Titre  : Sick Cylinders
- Série : Oswald le lapin chanceux
- Réalisateur : Ben Clopton, Hugh Harman
- Producteur : Charles Mintz
- Production : Robert Winkler Productions
- Distributeur : Universal Pictures
- Date de sortie : 18 février 1929[1]
- Musique: Bert Fiske
- Format d'image : Noir et Blanc
- Langue : (en)
- Pays :  États-Unis